# Клемент, Гад Фредерик
Гад Фредерик Клемент (дат. Gad Frederik Clement, часто "G. F. Clement", 1867—1933) — датский художник. Столкнувшись сначала с французскими символистами, он позже увлекся периодом итальянского Возрождения, а впоследствии работал в более спокойном стиле реализма в Скагене и Чивита-д’Антино.

## Биография
Родился в Фредериксберге в семье бухгалтера. После обучения в качестве домашнего художника изучал искусство под руководством Ганса Гронвольда в Технической школе Копенгагена (1883-85). Позже учился в Датской королевской академии изящных искусств, которую окончил в 1888 году. Далее учился у Лаурица Туксена и Франса Шварца  в Свободной школе художников "Kunstnernes Frie Studieskoler" (1888-92).

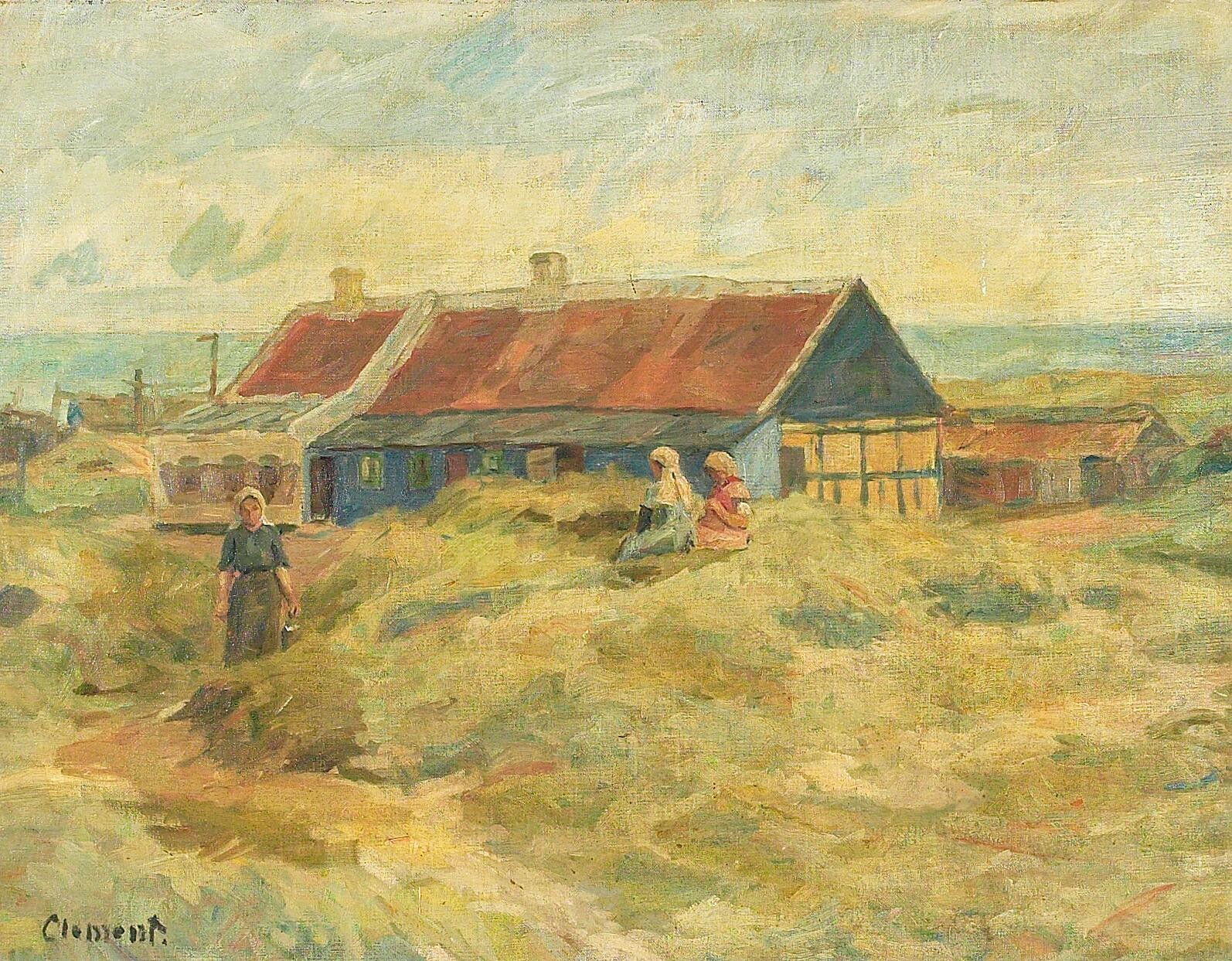
G. F. Clement: "Голубой дом в Скагене"

## Творчество
В ранние годы Клемент был под значительным влиянием своего друга Могенса Баллина, который познакомил его с модерновыми французскими символистами. В 1890 году его представили Полю Гогену и его друзьям во Франции, благодаря чему Клемент начал общаться с Иоганном Йоргенсеном, работал в символистском журнале "Taarnet". Символизм четко просматривается в работе Клемента "Den hellige Frans og de tre hvide jomfruer" (Св. Франциск и три белых дев) и в других, которые выставлялись в Kunsthal Charlottenborg в 1893.
Однако путешествуя в Италии с 1890 года, он скоро проникся искусством итальянского ренессанса — он копирует работы Мазаччо и Лоренцо ди Креди. Четкость и цветовую гамму этого стиля можно увидеть в картинах "Portræt af en landsbypræst, pastor Vaupell" (1894) и "Фру Bertha Brandstrup" (1898). В начале следующего века Клемент отходит от этого требовательного стиля и отдает предпочтение более спокойному реализму.
Он начинает сосредотачиваться на пейзажах, особенно в Италии, где он путешествует в Риме, а также в Чивита-д’Антино в 1900-1904 годах. Также он становится частым посетителем сообщества художников в Скагене на севере Ютландии, где они с женой Тупси часто бывали в компании Лаурица Туксена и Вигго Юхансена. С 1920 года пара преимущественно проводит своё время в Италии. Кроме ландшафтов, он также рисует портреты, цветы и интерьеры. То, как он изображает детей, раскрывает несентиментальное понимание художника героев своих картин.

## Семья
В 1902 году, в Риме, Клемент женится на норвежской художницей по имени Марта Каролина Эбет (известная далее как Тупси Клемент), которая вместе с ним ездила каждое лето до Скагена и впоследствии в Италию. Тупси Клемент пережила своего мужа. Детей у них не было.

## Награды
Клемент был членом Совета Академии (1920-29). Получил немало наград, в том числе Премию Академии и золотую медаль в Мюнхене.